# El Far (Estamariu)
El Far és una serra situada al municipi d'Estamariu a la comarca de l'Alt Urgell, amb una elevació màxima de 1.376 metres.